# 소녀의 첫사랑
"소녀의 첫사랑"은 한국에서 제작된 강대선 감독의 1971년 영화이다. 김희라 등이 주연으로 출연하였고 강대진 등이 제작에 참여하였다.

## 출연

### 주연
- 김희라
- 김순복